# Callibracon novocaledonicus
Callibracon novocaledonicus är en stekelart som först beskrevs av Szepligeti 1906.  Callibracon novocaledonicus ingår i släktet Callibracon och familjen bracksteklar. Inga underarter finns listade.